# Таверна «Ямайка»
«Таверна „Ямайка“» (англ. Jamaica Inn) — британський пригодницький фільм режисера Альфреда Гічкока, знятий у 1939 році за однойменним романом Дафни дю Мор'є.

## Сюжет
Дія відбувається в 1819 році в англійському графстві Корнуолл. Дівчина на ім'я Мері після смерті своєї матері приїжджає в прибережну таверну «Ямайка» до своєї тітки Пейшнс і її чоловіка Джосса, які володіють цією таверною. Незабаром Мері починає розуміти, що таверна є базою для банди, яка обкрадає кораблі, що розбилися об скелястий берег. Кораблі розбиваються внаслідок того, що банда, при наближенні кожного судна, гасить прибережні маяки, тим самим збиваючи кораблі з правильного курсу. Членів екіпажів розбитих кораблів бандити просто вбивають. З'ясовується, що цією бандою керує ніхто інший як її дядько Джосс. Життю сироти загрожує небезпека. Мері не підозрює, що банді Джосса таємно протегує дуже впливовий суддя, сер Хемфрі Пенгаллан. Не підозрюють про це і рядові члени банди.
Один з членів банди, молода людина по імені Джеймс Трехерн, підозрюється іншими головорізами в крадіжці награбованих ними грошей. Без всяких доказів, вони чинять самосуд і намагаються повісити його. Мері дивом рятує його від, здавалося б, неминучої смерті. Тепер їм обом доводиться бігти з таверни. Рятуючись від погоні, Мері і Джеймс заходять в розкішну віллу, що належить тому самому судді Пенгаллану, і просять його дати їм притулок. Суддя прикидається, що готовий їм допомогти. Довірившись судді, Джеймс Трехерн зізнається йому, що є секретним державним агентом, якому доручено викрити банду і знайти її таємного покровителя. Джеймс просить суддю написати термінове послання в найближчий поліцейський відділок і відправити послання з кур'єром. Суддя прикидається, що виконує прохання агента, але насправді надсилає кур'єра за помилковою адресою.
Агент і суддя, озброївшись пістолетами, повертаються в таверну, щоб заарештувати Джосса. Але суддя і Джосс обеззброюють Джеймса і прив'язують його до стільця, в очікуванні повернення банди. Тим часом, Мері намагається перешкодити черговому грабунку корабля, який наближається до берега. З допомогою невеликого полум'я, їй це вдається. Однак, члени банди ловлять її та мають намір з нею розправитися. Ватажок банди, Джосс, рятує її на упряжці з конем, але його смертельно ранять бандити. Мері приїжджає на упряжці в таверну, зустрічається там зі своєю тіткою Пейшнс і розповідає їй про те, чим займається банда. Пейшнс тут же вирішує разом з пораненим чоловіком поїхати геть з таверни і почати нове життя, але несподівано лунає постріл, її вбиває з пістолета суддя Пенгаллан. Пейшнс і Джосс вмирають на очах Мері. Оскаженілу від горя Мері насильно забирає з собою суддя Пенгаллан. Він хоче разом з нею вирушити до Франції на кораблі, який стоїть біля причалу. Але корабель не встигає відплисти до того, як на його палубу піднімається наряд поліції. Починається перестрілка. Суддя Пенгаллан, рятуючись від арешту, підіймається на найвищу щоглу корабля і в розпачі стрибає звідти на палубу, покінчивши таким чином життя самогубством. Мері зустрічається з агентом Джеймсом, який прибув на корабель разом з поліцією, і вони разом йдуть звідти, розуміючи, що їх зв'язує любов.

## У ролях
- Чарльз Лотон — сер Гамфрі Пенгаллан
- Морін О'Гара — Мері Єлен
- Леслі Бенкс — Джосс Мерлін
- Емлін Вільямс — Гаррі-пліткар, розбійник
- Роберт Ньютон — Джем Трехерн, розбійник
- Марі Ней — Пейшнс Мерлін
- Вайлі Вотсон — «Спаситель» Воткінс, розбійник
- Морленд Грем — «Акула» Сідні, розбійник
- Едвін Грінвуд — Денді, розбійник
- Мервін Джонс — Томас, розбійник
- Горас Годжес — дворецький сера Гамфрі
- Гей Петрі — конюх сера Гамфрі
- Фредерік Пайпер — агент сера Гамфрі
- Клер Ґріт — мешканка
- Марі Олт — пассажирка
- Джон Лонгден — капітан Джонсон

## Критика
Критики прохолодно поставилися до фільму в першу чергу через відсутність в ньому тієї напруженої атмосфери, відображеної в книзі. Тим не менш, збори фільму по тим часам виявилися більшими — 3,7 млн доларів прибутку. В наш час вважається одним з найгірших фільмів Хічкока.